# Harrisia brasiliensis
Harrisia brasiliensis là một loài ruồi trong họ Tachinidae.